# Кубанский государственный технологический университет
Куба́нский госуда́рственный технологи́ческий университе́т (КубГТУ) — федеральное государственное бюджетное образовательное учреждение высшего образования, расположенное в Краснодаре, один из крупнейших вузов Краснодарского края. По данным Мониторинга Министерства науки и высшего образования РФ в 2024 году в КубГТУ обучаются более 10 000 студентов, работают свыше 1000 сотрудников.

## История университета
Начиная с 1903 года городская дума Екатеринодара неоднократно ходатайствовала об открытии в городе высшего учебного заведения, однако безрезультатно.
16 июня 1918 года съезд Совета народного образования Кубано-Черноморской советской республики постановил открыть в Екатеринодаре политехнический институт — первое высшее учебное заведение на Кубани.
Кубанский политехнический институт был организован такими известными научными деятелями того времени, как:
- профессор Б.Л. Розинг, физик, первооткрыватель электронного телевидения, ставший первым ректором первого вуза Кубани[3];
- профессор Н.А. Шапошников, математик, автор известных учебников по алгебре и математическому анализу, при Деникине вынужденный сменить на посту ректора Б. Л. Розинга, «скомпрометированного сотрудничеством с красными»;
- профессор А.И. Пароменский, русский математик, генерал-лейтенант по адмиралтейству;
- Г.Н. Пио-Ульский — учёный в области механики и теплотехники;
- член-корреспондент РАН Ф. А. Щербина, статистик и кубанский историк.

Большие заслуги в создании института принадлежат также местному энтузиасту П.В. Миронову — секретарю городского управления Екатеринодара, ставшему председателем оформившегося к 1 апреля 1918 года Общества попечения о Кубанском политехническом институте.
Вскоре после своего создания вуз был переименован в Северо-Кавказский политехнический институт (ректором которого 29 января 1919 года был избран Н. А. Шапошников), но через некоторое время вновь стал именоваться Кубанским политехническим институтом (КПИ). В 1923 году КПИ был закрыт, однако кадры и наработки упразднённого вуза были сохранены в образованном в 1922 году из его агрономического факультета Кубанском сельскохозяйственном институте (КСХИ). В 1930 году на базе факультета сельскохозяйственной технологии и сельскохозяйственного товароведения КСХИ был создан Северо-Кавказский институт пищевой промышленности (СКИПП), летом 1931 года ставший Всесоюзным институтом маслобойно-маргариновой промышленности (ВИММП), а в 1938 году — Краснодарским химико-технологическим институтом жировой промышленности (КХИТИ). Кубанский сельскохозяйственный институт в 1938 году был реорганизован в Краснодарский институт виноделия и виноградарства (КИВИВ).
В период немецко-фашистской оккупации Краснодара КХИТИ и КИВИВ продолжали свою работу, находясь в эвакуации в Узбекистане. В 1943 году, после возвращения из эвакуации, Краснодарский химико-технологический институт жировой промышленности и Краснодарский институт виноделия и виноградарства были объединены в Краснодарский институт пищевой промышленности (КИПП), директором которого был назначен П. Г. Асмаев (ранее возглавлявший КИВИВ). В 1955 году ректором КИПП стал И. М. Аношин.
В 1963 году КИПП был преобразован в Краснодарский политехнический институт (КПИ), в 1980 году указом Президиума Верховного совета СССР за заслуги в подготовке высококвалифицированных специалистов для народного хозяйства и развитие науки награждённый орденом Трудового Красного Знамени. Ректорами КПИ были профессора Я. Д. Рудаков (с 1963 по 1973 год), К. А. Дараган (с 1973 по 1984 год) и А. А. Петрик (с 1984 года).
В ноябре 1993 года вуз получил статус университета и был переименован в Кубанский государственный технологический университет. До 2006 года его возглавлял А. А. Петрик (в декабре 2006 года избранный первым президентом университета), а в марте 2007 года ректором КубГТУ был избран профессор В. Г. Лобанов. 16 февраля 2017 года на должность ректора выбрана профессор Т. В. Бархатова, а В. Г. Лобанов 20 февраля того же года избран президентом КубГТУ. 6 марта 2018 года исполняющей обязанности ректора КубГТУ назначена профессор И. Б. Красина. 8 октября 2019 года временное исполнение обязанностей ректора КубГТУ возложено на профессора М. Г. Барышева. 4 апреля 2023 года исполняющим обязанности ректора назначен профессор И. А. Лагерев.
С 1918 года вуз подготовил более 73 тысяч специалистов с высшим образованием для народного хозяйства России и более чем 60 зарубежных стран.

## Университет сегодня
Кубанский государственный технологический университет — один из крупнейших ведущих учебно-научных центров региона и России. Университет готовит специалистов для организаций и предприятий Северо-Кавказского региона, других районов России, стран дальнего и ближнего зарубежья.
КубГТУ — единственный вуз в России, где ведётся подготовка специалистов по технологии табака, кофе, чая, по уникальным отраслям для парфюмерной промышленности; ведущий вуз России по технологии хранения и переработки зерна, технологии жиров, товароведению и экспертизе товаров, пищевой инженерии малых предприятий.
Фонд библиотеки вуза превышает 1 млн. 200 тыс. экземпляров. С 1957 года университет издаёт научно-технический журнал «Известия высших учебных заведений. Пищевая технология», включённый в список ВАК.
По результатам мониторинга деятельности государственных вузов и их филиалов, проводившегося в 2012 году, Министерство образования и науки РФ указало, что вуз имеет признаки неэффективности. Однако в окончательные списки неэффективных вузов КубГТУ не вошёл.
В 2015 году Кубанский государственный технологический университет удостоен премии Правительства Российской Федерации в области качества «за достижение значительных результатов в области качества продукции и услуг и внедрение высокоэффективных методов менеджмента качества».

## Рейтинги
В 2014 году агентство «Эксперт РА» включило университет в список лучших высших учебных заведений Содружества Независимых Государств, где ему был присвоен рейтинговый класс «Е».
В 2019 году КубГТУ вошел в Топ-50 вузов в сфере IT и в сфере «Технические, естественно-научные направления и точные науки» рейтинга репутации вузов; в рейтинге качества бюджетного приема в государственные вузы по среднему баллу зачисленных на 1-й курс КубГТУ из 656 вузов занял 238-е место в России.
Университет занял 48 место из 695 в рейтинге российских вузов «Национальное признание»: Лучшие вузы 2019: в рейтинге технических вузов КубГТУ вошел в Топ-20; по 16 предметным областям КубГТУ вошел в первый квартиль, разместившись на второй и третьей позиции рейтинга в областях:  пищевая промышленность; охрана труда; охрана окружающей среды. Экология человека. Обойдя все вузы ЮФО, в рейтинге изобретательской активности вузов - 2019  КубГТУ занял 29 место .

## Институты КубГТУ
- Институт нефти, газа и энергетики (ИНГЭ)[19]
- Институт компьютерных систем и информационной безопасности (ИКСиИБ)
- Институт пищевой и перерабатывающей промышленности (ИПиПП)[20]
- Институт экономики, управления и бизнеса (ИЭУБ)
- Институт строительства и транспортной инфраструктуры (ИСТИ)
- Институт механики, робототехники, инженерии транспортных и технических систем (ИМРИТТС)
- Институт фундаментальных наук (ИФН)
- Инженерно-технологический колледж (ИТК)

## Филиалы КубГТУ
- Армавирский механико-технологический институт[21]
- Новороссийский политехнический институт

## Известные преподаватели
- Агабальянц Г. Г.
- Алексеенко В. А.
- Аношин И.М.
- Арутюнян Н. С.
- Аутлев М. Г.
- Близниченко С.С.
- Булатов А. И.
- Вартумян Г. Т.
- Ждан-Пушкин М. Н.
- Зайко Г. М.[22][23]
- Ишунин М.Н.
- Козлов В. В.
- Корнилов Ю. Г.
- Кошелев А. Т.
- Красовский А. А.
- Кричинский С. С.
- Маршак С. Я.
- Мержаниан А. А.
- Пароменский А. И.
- Пархоменко В. А.
- Розинг Б. Л.
- Серебренников А. А.
- Трофимов А. С.
- Тумасов Б. Е.
- Фролов-Багреев A. M.
- Шапошников Н. А.
- Щербаков В. Г.[24]
- Щербина Ф. А.
- Чёрный С. М.
- Ярилов А. А.

## Известные выпускники
- Бабаев, Игорь Эрзолович (род. 1949) — российский предприниматель и бенефициар агропромышленного комплекса «Черкизово».
- Благонравов, Пётр Порфирьевич (1900—1961) — советский учёный-винодел.
- Игнатов, Евгений Петрович (годы обучения: 1931—1936), Герой Советского Союза.
- Медведев, Анатолий Афанасьевич (годы обучения: 1946—1952), отец президента РФ в 2008—2012 гг. Д. А. Медведева[25].
- Наумов, Евгений Михайлович (годы обучения: 1997—2002), глава муниципального образования (мэр) города Краснодара с 2022 г.
- Сащенко, Евгений Константинович (1947—1995) — выпускник 1971 г. Советский и российский военный деятель, полковник. Кавалер ордена Мужества (посмертно).
- Ткачёв, Александр Николаевич (годы обучения: 1978—1983), губернатор Краснодарского края в 2001—2015 гг., министр сельского хозяйства России в 2015—2018 гг.
- Храмов, Андрей Михайлович (годы обучения: ?—2004), многократный чемпион мира по спортивному ориентированию.
- Привалов Владимир Николаевич (годы обучения 1968-1973), российский инженер-энергетик, генеральный директор ЗАО "Трест Севзапэнергомонтаж"
- Федосеев Григорий Анисимович (годы обучения 1921-1926),  советский писатель, инженер-геодезист.